# Chersogenes aegrella
Chersogenes aegrella är en fjärilsart som beskrevs av Walsingham 1907. Chersogenes aegrella ingår i släktet Chersogenes och familjen Symmocidae. Inga underarter finns listade i Catalogue of Life.